# Omphalotus mangensis
Omphalotus mangensis är en svampart som först beskrevs av Jian Z. Li & X.W. Hu, och fick sitt nu gällande namn av Kirchm. & O.K. Mill. 2002. Omphalotus mangensis ingår i släktet Omphalotus och familjen Marasmiaceae.   Inga underarter finns listade i Catalogue of Life.